# Банкура (округ)
Ба́нкура (англ. Bankura, бенг. বাঁকুড়া) — округ в индийском штате Западная Бенгалия. На севере и северо-востоке граничит с округом Бардхаман, от которого отделяется рекой Дамодар. На юго-востоке граничит с округом Хугли, на юге — с округом Западный Миднапур и на западе — с округом Пурулия. Административный центр округа — Банкура. Своё нынешнее название округ получил в 1881 году (прежнее — Западный Бурдван). Подразделяется на три подокруга — Банкура Садар, Кхатра и Бишнупур.
По данным всеиндийской переписи 2001 года население округа Банкура составляло 3 191 822 человека, из них индуистов — 2 693 022 (84,35 %), мусульман — 239 722 (7,51 %), христиан — 3018 (0,09 %) и сикхов — 114 человек. Грамотность населения составила 63,84 %.
Наиболее крупные города округа (в алфавитном порядке): Банкура, Барджора, Белиатор, Вишнупур, Кхатра, Сонамукхи.